# Missouri-Territorium

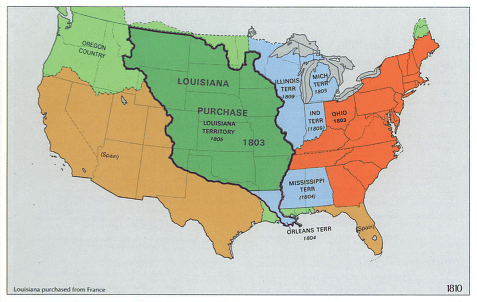
Die Vereinigten Staaten nach dem Louisiana Purchase von 1803.

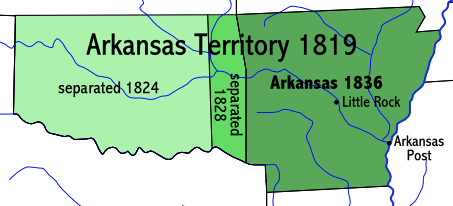
Karte vom Arkansas-Territorium

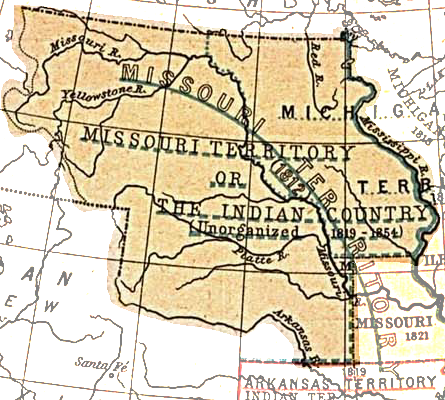
Das Missouri-Territorium nach der Gründung des Staates Missouri 1821.

Das Missouri-Territorium war ein historisches Hoheitsgebiet der Vereinigten Staaten, das zwischen 1812 und 1821 bestand. Es war ursprünglich als Louisiana-Territorium geschaffen worden und wurde am 4. Juni 1812 umbenannt, um Verwechslungen mit dem neuen Staat Louisiana zu vermeiden.
Das Arkansas-Territorium wurde am 4. Juli 1819 von dem Missouri-Territorium abgetrennt. Dieses erstreckte sich südlich eines Punkts auf dem Mississippi River beim 36° N Breitengrads nach Westen zum Saint Francis River. Von dort aus folgend, verlief es den 36° 30' N Breitengrads westwärts zur Territorialgrenze. 
Zu jener Zeit versuchte man selbst als eigenständiger und unabhängiger Staat in der Union anerkannt zu werden.
Erst am 10. August 1821 wurde der heutige Staat Missouri mit seinen gegenwärtigen Grenzen aus dem restlichen Territorium abgetrennt und als 24. Bundesstaat in die Union aufgenommen.
Der verbleibende Teil, bestehend aus den gegenwärtigen Staaten Iowa, South Dakota, North Dakota und einem Teil von Minnesota, wurde praktisch ein ungeordnetes Territorium, als Missouri ein Staat wurde. 1834 wurde der Teil des Gebiets östlich des Missouri River dem Michigan-Territorium beigefügt.